# Cymru Premier (2025/2026)
Ten artykuł dotyczy trwającego lub niedawnego wydarzenia sportowego. Informacje w nim zamieszczone mogą się zmienić lub zdezaktualizować wraz z postępem zdarzenia. Początkowe doniesienia, wyniki lub statystyki mogą być niepewne. Ostatnie aktualizacje do tego artykułu mogą nie odzwierciedlać najbardziej aktualnych informacji.
Cymru Premier 2025/2026 (znana jako  JD Cymru Premier ze względów sponsorskich) – 34. edycja najwyższej klasy rozgrywkowej piłki nożnej w Walii.
Bierze w niej udział 12 drużyn, które w okresie od 8 sierpnia 2025 do 17 maja 2026 rozegrają w dwóch rundach 32 kolejki meczów.
Tytuł mistrzowski broni drużyna The New Saints.

## Format rozgrywek
Rozgrywki składają się z trzech faz. W pierwszej fazie drużyny grają ze sobą dwukrotnie, raz u siebie i raz na wyjeździe. W drugiej fazie Cymru Premier podzieli się na dwie konferencje, sześć najlepszych drużyn stworzy Championship Conference, pozostałe PlayOff Conference. W ramach tych grup kluby ponownie zmierzą się ze sobą dwukrotnie. Wszystkie punkty zebrane przez zespoły w pierwszej fazie są przenoszone do drugiej fazy.
Drużyna, która zajmie pierwsze miejsce w Championship Conference zostanie ogłoszona mistrzem Cymru Premier i zakwalifikuje się do I rundy kwalifikacyjnej Ligi Mistrzów UEFA w następnym sezonie.
W trzeciej fazie zespoły z miejsc 2-7 wezmą udział w barażach o trzecie miejsce w pierwszej rundzie kwalifikacyjnej Conference League. Oznacza to zmianę w stosunku do poprzedniego formatu, w którym w play-offach mogły brać udział tylko zespoły z miejsc 3-7. Jednak ze względu na utratę przez ligę miejsca w Conference League z powodu niskiego współczynnika, format został zmieniony, aby uwzględnić zespół z 2. miejsca. Zespoły, które zajmą 2. i 3. miejsce, otrzymają wolny los w ćwierćfinale play-off.
W przypadku, gdy mistrzowie ligi wygrają również Puchar Walii, wówczas zespół z 2. miejsca automatycznie zakwalifikuje się do rozgrywek pucharowych, a zespół z 3. miejsca zagra w finale play-off.
W przypadku zdobycia pocharu przez zespół z miejsc 2-7 miejsce w finale otrzyma najwyżej sklasyfikowany zespół. Kluby, które zajmą ostatnie dwa miejsca na koniec sezonu, spadają z ligi.

## Skład ligi w sezonie 2025/26
| Uczestnicy poprzedniej edycji | Uczestnicy poprzedniej edycji   | Uczestnicy poprzedniej edycji | Uczestnicy poprzedniej edycji |
| --- | ------------------------------- | ----------------------------- | ----------------------------- |
| TNS | The New Saints F.C.             | Oswestry                      | 1                             |
| PYB | Pen-y-Bont                      | Bridgend                      | 2                             |
| HAV | Haverfordwest County            | Haverfordwest                 | 3                             |
| CAE | Caernarfon Town                 | Caernarfon                    | 4                             |
| CMU | Cardiff Metropolitan University | Cardiff                       | 5                             |
| BAL | Bala Town                       | Bala                          | 6                             |
| BAR | Barry Town United               | Barry                         | 7                             |
| CQN | Connah’s Quay Nomads F.C.       | Connah’s Quay                 | 8                             |
| FTU | Flint Town United F.C.          | Flint                         | 9                             |
| BFL | Briton Ferry Llansawel          | Briton Ferry                  | 10                            |
| Awans z Cymru North |                                 |                               |                               |
| COL | Colwyn Bay                      | Old Colwyn                    | 1                             |
| Awans z Cymru South |                                 |                               |                               |
| LLA | Llanelli Town A.F.C.            | Llanelli                      | 1                             |
| Oznaczenia: - kolumna pierwsza – skróty nazw drużyn, - kolumna trzecia – siedziba klubu, - kolumna czwarta – miejsce zajęte w poprzednim sezonie. |                                 |                               |                               |

## Runda zasadnicza
| Lp. | Drużyna                         | M | Z | R | P | B+ | B– | +/– | Pkt | Kwalifikacja            |  | CAE | BFL | BAR | TNS | PEN | CMU | CBY | BAL | CQN | FTU | HAV | LLT |
| --- | ------------------------------- | - | - | - | - | -- | -- | --- | --- | ----------------------- |  | --- | --- | --- | --- | --- | --- | --- | --- | --- | --- | --- | --- |
| 1   | Caernarfon Town                 | 2 | 1 | 1 | 0 | 8  | 3  | +5  | 4   | Championship Conference |  |     |     |     |     |     |     |     |     |     |     |     | 6–1 |
| 2   | Briton Ferry Llansawel          | 2 | 1 | 1 | 0 | 4  | 1  | +3  | 4   | Championship Conference |  |     |     |     |     |     | 1–1 |     |     |     |     |     |     |
| 3   | Barry Town United               | 2 | 1 | 1 | 0 | 3  | 1  | +2  | 4   | Championship Conference |  |     |     |     |     |     |     | 1–1 |     |     |     |     |     |
| 4   | The New Saints                  | 2 | 1 | 0 | 1 | 2  | 3  | −1  | 3   | Championship Conference |  |     | 0–3 |     |     |     |     |     |     |     |     |     |     |
| 5   | Pen-y-Bont                      | 2 | 1 | 0 | 1 | 1  | 2  | −1  | 3   | Championship Conference |  |     |     |     | 0–2 |     |     |     |     |     |     |     |     |
| 6   | Cardiff Metropolitan University | 2 | 0 | 2 | 0 | 3  | 3  | 0   | 2   | Championship Conference |  | 2–2 |     |     |     |     |     |     |     |     |     |     |     |
| 7   | Colwyn Bay                      | 2 | 0 | 2 | 0 | 2  | 2  | 0   | 2   | PlayOff Conference      |  |     |     |     |     |     |     |     |     | 1–1 |     |     |     |
| 8   | Bala Town                       | 1 | 0 | 1 | 0 | 1  | 1  | 0   | 1   | PlayOff Conference      |  |     |     |     |     |     |     |     |     |     | 1–1 |     |     |
| 8   | Connah’s Quay Nomads            | 1 | 0 | 1 | 0 | 1  | 1  | 0   | 1   | PlayOff Conference      |  |     |     |     |     |     |     |     |     |     |     |     |     |
| 8   | Flint Town United               | 1 | 0 | 1 | 0 | 1  | 1  | 0   | 1   | PlayOff Conference      |  |     |     |     |     |     |     |     |     |     |     |     |     |
| 11  | Haverfordwest County            | 1 | 0 | 0 | 1 | 0  | 1  | −1  | 0   | PlayOff Conference      |  |     |     |     |     | 0–1 |     |     |     |     |     |     |     |
| 12  | Llanelli Town                   | 2 | 0 | 0 | 2 | 1  | 8  | −7  | 0   | PlayOff Conference      |  |     |     | 0–2 |     |     |     |     |     |     |     |     |     |

## Lista strzelców
| Bramki | Strzelcy | Drużyna |
| ------ | -------- | ------- |
| Gol    |          |         |

Źródło:

## Trenerzy, kapitanowie i sponsorzy
| Drużyna                         | Trener                | Kapitan        | Sponsor techniczny | Sponsor strategiczny        |
| ------------------------------- | --------------------- | -------------- | ------------------ | --------------------------- |
| Bala Town                       | Steve Fisher          | Nathan Burke   | Macron             | Aykroyd’s                   |
| Barry Town United               | Andy Legg             | Callum Sainty  | Macron             | RIM Motors                  |
| Briton Ferry Llansawel          | Andy Dyer             | Alex Gammond   | Macron             | Woodpekcer Garden Buildings |
| Caernarfon Town                 | Richard Davies (tym.) | Darren Thomas  | Surridge Sport     | Williams Timber Solutions   |
| Cardiff Metropolitan University | Ryan Jenkins          | CJ Craven      | Nike               | Nuffield Health             |
| Colwyn Bay                      | Michael Wilde         | Sam Hart       | Hope + Glory       | KHS                         |
| Connah’s Quay Nomads            | John Disney           | Chris Marriott | Adidas             | Castle Green Homes          |
| Flint Town United               | Lee Fowler            | Harry Owen     | Macron             | Essity                      |
| Haverfordwest County            | Tony Pennock          | Dylan Rees     | Tor Sports         | Gelli Mor                   |
| Llanelli Town                   | Lee John              | Josef Hopkins  | Macron             | Red Town Taverns            |
| Pen-y-Bont                      | Rhys Griffiths        | Kane Owen      | Macron             | Nathaniel House of Cars     |
| The New Saints                  | Craig Harrison        | Daniel Redmond | Macron             | SiFi Networks               |

### Zmiany trenerów
| Klub                 | Były trener   | Powód      | Data odejścia | Nowy trener  | Data zatrudnienia | Źródło      |
| -------------------- | ------------- | ---------- | ------------- | ------------ | ----------------- | ----------- |
| Przed sezonem        |               |            |               |              |                   |             |
| Connah’s Quay Nomads | Billy Paynter | Zwolniony  | 2025-04-13    | John Disney  | 2025-05-25        | [ 5 ] [ 6 ] |
| Bala Town            | Colin Caton   | Rezygnacja | 2025-06-03    | Steve Fisher | 2025-06-10        | [ 7 ] [ 8 ] |
| W trakcie sezonu     |               |            |               |              |                   |             |
|                      |               |            |               |              |                   |             |

## Stadiony
| Bala Town       |
| --------------- |
| Maes Tegid      |
| Pojemność: 1500 |
|                 |

| Barry Town United   |
| ------------------- |
| Jenner Park Stadium |
| Pojemność: 2475     |
|                     |

| Briton Ferry Llansawel |
| ---------------------- |
| Old Road               |
| Pojemność: 2300        |
|                        |

| Caernarfon Town |
| --------------- |
| The Oval        |
| Pojemność: 3000 |
|                 |

| Cardiff Metropolitan University |
| ------------------------------- |
| Cyncoed Campus                  |
| Pojemność: 1500                 |
|                                 |

| Connah’s Quay Nomads Flint Town United |
| -------------------------------------- |
| Cae-y-Castell                          |
| Pojemność: 1690                        |
|                                        |

| Colwyn Bay      |
| --------------- |
| Llanelian Road  |
| Pojemność: 2500 |
|                 |

| Haverfordwest County  |
| --------------------- |
| Bridge Meadow Stadium |
| Pojemność: 2100       |
|                       |

| Llanelli Town    |
| ---------------- |
| Stebonheath Park |
| Pojemność: 3700  |
|                  |

| Pen-y-Bont        |
| ----------------- |
| SDM Glass Stadium |
| Pojemność: 1500   |
|                   |

| The New Saints  |
| --------------- |
| Park Hall       |
| Pojemność: 2034 |
|                 |

Źródło: